# Настоящие коршуны
Настоящие коршуны (лат. Milvus) — род птиц семейства ястребиных.

## Этимология
Русское название — коршун, коршак; украинское, болгарское — коршун, коркун; словацкое krsak, krso — коршун; эстонское harksaba — коршун, скорее всего, восходящее к авестийскому — kahrkasa «коршун» и так же, как названия других хищников, содержащее корень *or (ar, er).
Возможно, что слово коршун является результатом огласовки сходного названия хищной птицы крачунъ, приводимого В. И. Далем (1882) (без объяснения источника заимствования и этимологии), как «заморская хищная птица Circaetus (змееяд), близкая к орланам, питается гадами». Коршун и змееяд довольно схожи внешне, имеют схожие по размеру и форме крылья, а также схожий спектр питания.
Близкие слова есть в тюркских языках, так как, например, в казахском имеется близкое по звучанию слова «карчага» — в значении ястреб, в языке крымских татар карчея — в значении небольшой орел, в татарском карчыга, в телеутском — karsiga, чагатском, сагайском — karciga, karsigai, — ястреб.

## Описание
Длина до 70 см. Хвост с вырезкой на вершине.

## Распространение
Распространены широко (исключая Крайний Север). Обитают в Евразии, Африке и Австралии.

## Классификация
В состав рода включают три вида:
- Milvus milvus — Красный коршун
- Milvus migrans — Чёрный коршун
- Milvus aegyptius — Коршун паразит